# Selena Etc.

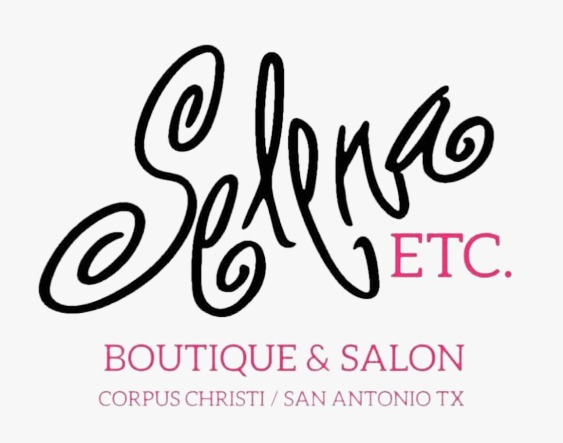
Logo de Selena Etc.

Selena Etc. était une boutique, un salon de coiffure et un magasin de vêtements basés dans le sud du Texas, créé par la défunte chanteuse latine Selena. 

## Histoire
La première boutique Selena Etc. a été construite et ouverte le 27 janvier 1994, à Corpus Christi, au Texas, qui était le bâtiment du siège social,. Selena a ouvert une autre boutique à San Antonio, au Texas, à peu près au même moment où le bâtiment du siège social était terminé ainsi qu'une troisième à Houston ; les trois étaient équipés de salons de beauté internes. Selena a commencé à fabriquer des vêtements avec le designer Martin Gomez, avec des motifs et des styles de texture latino-américaine et des styles de vêtements exotiques qui sont devenus sa marque de fabrique sur scène. Le magazine Hispanic Business rapporte que la chanteuse a gagné plus de cinq millions de dollars grâce à ces boutiques. Une autre boutique devait ouvrir à Monterrey, au Mexique, en 1995, mais en raison du meurtre de Selena, elle n'a pas été ouverte. La boutique de San Antonio a été fermée quelque temps après 1999. Après la mort de Selena, Chris Pérez, le veuf de Selena, a repris l'affaire. Après le 16e anniversaire de l'ouverture de la boutique de Corpus Christi, le magasin a été officiellement fermé en juillet 2009. Une semaine après la fermeture du magasin, Chris Pérez a placé un panneau « à vendre » devant le bâtiment. Le prix estimé du terrain et de la structure était de 91 454 USD $ selon le Nueces County Appraisal District. Le prix demandé par Perez pour la propriété était de 165 000 dollars,. Le magasin Selena Etc. disposait d'un salon de coiffure complet, ainsi que de souvenirs de Selena, qui ont été récupérés par les admirateurs de la chanteuse. Il vendait également des bijoux, des chapeaux et d'autres accessoires. Peu après la saisie, en raison de la faiblesse de l'économie, toutes les marchandises et tous les accessoires ont commencé à être vendus au musée Selena, situé à plusieurs kilomètres de l'endroit où se trouvait le bâtiment de Selena Etc,.
Selena ETC a vu sa fin en 2009, mais le rêve de la chanteuse n'a pas été entièrement brisé, puisque chacune de ses créations, ainsi que tous les vêtements et costumes qu'elle portait lors de ses concerts, sont conservés dans son musée dans la ville de Corpus Christi. Ainsi, bien qu'il ne soit plus possible de l'acheter dans une boutique, on peut dire que l'héritage de Selena Quintanilla dans le monde de la mode sera préservé par son musée, qui est dirigé par sa sœur Suzette Quintanilla.
Cependant, heureusement pour ses fans, certains vêtements conçus par Quintanilla sont toujours disponibles sur le site officiel, où l'on peut acheter des T-shirts, des vestes, des accessoires, des posters et bien d'autres choses encore.